# Aspagur III. od Iberije
Aspagur III. od Iberije ili Varaz-Bakur II. (gruz. ვარაზ-ბაკურ II), iz dinastije Hozroida, bio je kralj Iberije (Kartlija, istočna Gruzija), od 380. do 394. godine. Naslijedio je na prijestolju svog oca Mitridata III. Bio je oženjen kćerkom Trdata, njegovog rođaka i nasljednika. Gruzijske kronike pripisuju mu izgradnju crkve Cilkani. Tijekom njegove vladavine, Rimsko Carstvo je potpisalo Acilisenski mir sa sasanidskim Iranom u kojem je priznalo gubitak Iberije i većeg dijela Armenije. Njegova dva sina, Farsman IV. i Mitridat IV., bili su kraljevi Iberije nakon kralja Trdata.